# قربانیان و قاتلان
قربانیان و قاتلان (چکی: Oběti a vrazi) یک فیلم درام چکی به کارگردانی آندرئا سدلاچکووا است که در سال ۲۰۰۰ منتشر شد.

## بازیگران
- کارل رودن
- ایوانا خیلکووا
- دانیلا کولاژووا
- سیمونا استاشووا